# Titus Aninius Sextius Florentinus

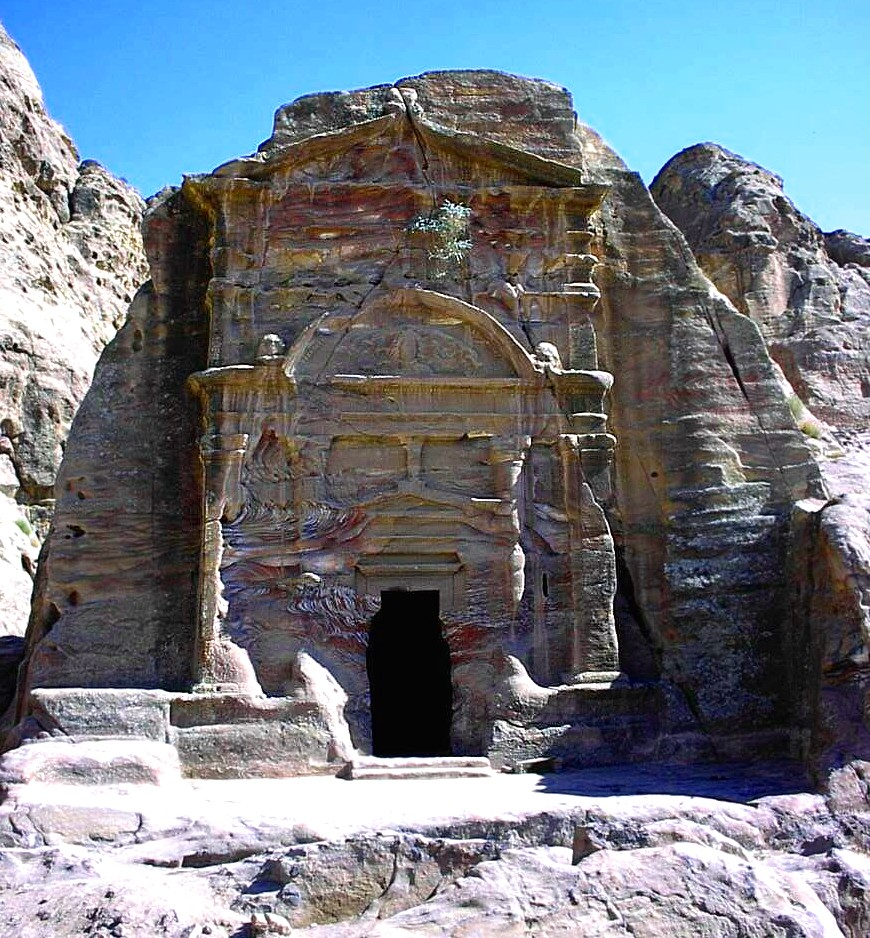
Grabmal des Sextius Florentinus

Titus Aninius Sextius Florentinus († um 130 n. Chr.) war ein römischer Senator des frühen 2. Jahrhunderts n. Chr.
Florentinus stammte aus der Tribus Papiria, die in Italien weit verbreitet war. Aus seiner Grabinschrift sind die Stationen seiner senatorischen Laufbahn (cursus honorum) bekannt. Er war zunächst tresvir monetalis, bekleidete also eines der angesehensten Ämter im Vigintivirat, mit dem die Karriere eines Senators begann. Anschließend war er Militärtribun in der legio I Minervia und Quästor in der Provinz Achaea. In Rom war er darauf Volkstribun und wurde später Legat der legio VIIII Hispana, vielleicht in Britannien, wahrscheinlich aber schon auf dem europäischen Festland, auf das die Legion um das Jahr 121 verlegt worden war. Seine letzten beiden Ämter waren die Statthalterschaften der Provinz Gallia Narbonensis (als Prokonsul) und der Provinz Arabia Petraea (als legatus Augusti pro praetore); letztere trat er im Jahr 127 n. Chr. an.
Florentinus starb in Arabia Petraea, spätestens im Jahr 130, da zu diesem Zeitpunkt sein Amtsnachfolger erstmalig nachgewiesen ist. Ihm wurde in Petra ein imposantes Grabmal errichtet, das früher als ein Grabmal der nabatäischen Könige angesehen wurde. Die dort gefundene Inschrift des Florentinus revidierte aber diese Ansicht.